# Encyclopaedia Metallum
Encyclopaedia Metallum: The Metal Archives (poznata i kao Metal Archives ili MA) je web stranica koja popisuje glazbene sastave različitih žanrova heavy metala. 
Osnovali su je u lipnju 2002. dvoje Kanađana iz Montreala pod pseudonimima Morrigan i Hellblazer. Stranicu nadopunjavaju sami korisnici, te prema stanju iz ožujka 2021., na stranici ima više od 140.000 sastava, 420.000 glazbenih izdanja, 3.000.000 pjesama, 110.000 recenzija, te oko milijun registriranih korisnika, od čega je 780.000 aktivnih. Encyclopaedia Metallum pokušava uz svaki sastav navesti i druge informacije, poput njegove povijesti, diskografije, postava sastava, riječi pjesama, te slike i logotipove. Nakon redizajna stranice 2011., dodane su posebne stranice za glazbenike te izdavačke kuće.
Encyclopaedia Metallum ima vrlo striktne kriterije koji sastavi mogu biti uvršteni. Tako su primjerice izostavljeni sastavi koji sviraju ekstremne metal podvrste poput grindcorea i metalcorea, kao i sastavi koji su više povezani uz punk nego metal. Također, glam metal sastavi nisu uključeni ako administratori web stranice odluče da su više hard rock nego metal, dok su  industrial metal-sastavi uključeni ako procijene da su "više metal nego industrial". Također, potpuno su isključeni gotovo svi nu metal sastavi.

## Vanjske poveznice
- Encyclopaedia Metallum